# Патріархат
Патріарха́т (англ. Patriarchy, від грец. πατήρ, ἀρχή, «влада батька») або патріархатний устрій (лад) — інституціоналізована соціальна система, побудована на домінуванні чоловіків у сім'ї, суспільстві та державі. Сформувався, ймовірно, в епоху розпаду первісного суспільства (достовірне існування матріархальних суспільств в історії людства надійно не доведено). Використовується у гуманітарно-суспільних науках, феміністській науці і гендерних дослідженнях на позначення маскулінізовано ієрархічних відносин у суспільствах. На рубежі XX і XXI століть нові підходи та напрями, серед них і гендерні дослідження, почали освоювати і вітчизняні соціологія і психологія.

## Еволюція концепції
До середини XIX століття серед істориків переважала патріархальна теорія, впроваджена ще давньогрецькими мислителями, зокрема відома за творами Платона і Арістотеля. Згідно з нею, патріархат був історично початковим сімейним та суспільним порядком — спостерігаючи за тогочасним суспільством, автори цієї теорії дійшли висновку, що майнові та владні права патріарха в сім'ї трансформуються в державну владу: держава походить від сім'ї; абсолютна влада монарха є продовженням влади старійшини, родоначальника у племені («патріарха»).
У другій половині XIX століття, з розвитком капіталізму, патріархальна теорія певним чином відновилася. На неї спираються в своїх працях Роберт Філмер, Микола Михайловський. Одночасно, в результаті досліджень Йоганна Якоба Бахофена, Льюїса Генрі Моргана та Фрідріха Енгельса, утвердилося розуміння патріархату як завершальної стадії розвитку первісного суспільства, що прийшов на зміну матріархату і передував класовому суспільству.
За теорією матріархату–патріархату, що була найкраще пропрацьована в марксистській політекономічній школі, первісний прогрес суспільства був зумовлений надзвичайно низьким рівнем розвитку продуктивних сил і відсутністю соціального антагонізму. У цей період в житті суспільства панувала первісна суспільна власність, велику роль відігравав первісний колективізм. Розвиваючись за об'єктивними законами, родоплемінное суспільство пройшло два основних етапи — матріархат і патріархат. В ході розвитку патріархального і розпаду первісного суспільства складалися передумови виникнення класового соціального устрою.
На думку сучасних критиків, теорії матріархату–патріархату в марксистському економічному трактуванні суперечать факти впровадження патріархальних відносин не тільки в пізньопервісний час. Критики стверджують, що потреба патріархальних відносин не пов'язана прямо з отриманням додаткового продукту та накопиченням його в сім'ях у результаті зростання продуктивності праці — маскулінізація відносин продукується в будь-якому суспільствіві, що економічно потребує посиленої ролі чоловіка у відтворенні соціального життя.
Раніше в західноєвропейських дослідженнях термін «патріархат» використовувався для позначення автократичної влади чоловіка — глави сім'ї. У сучасній науковій літературі його вживають більш широко — як позначення соціальних систем, в яких влада знаходиться переважно в руках дорослих чоловіків. 
В новітніх гендерних дослідженнях та соціології сьогодні прийнято розуміти «гендерну владу» в суспільстві, яка виражається у домінуванні чоловіків над жінками. Патріархат — одна з системних характеристик структури всього суспільства, а не стосунків в окремих сім'ях і колективах: нерівність статей відтворюється незалежно від особистих переваг і намірів окремих чоловіків і жінок; вона підтримується гендерними нормами і умовами організації суспільного та приватного життя. Патріархатний гендерний порядок приписує чоловікам і жінкам жорстко певні ролі, стандарти поведінки, виконання яких вимагає від них суспільство.

### Гендерні дослідження

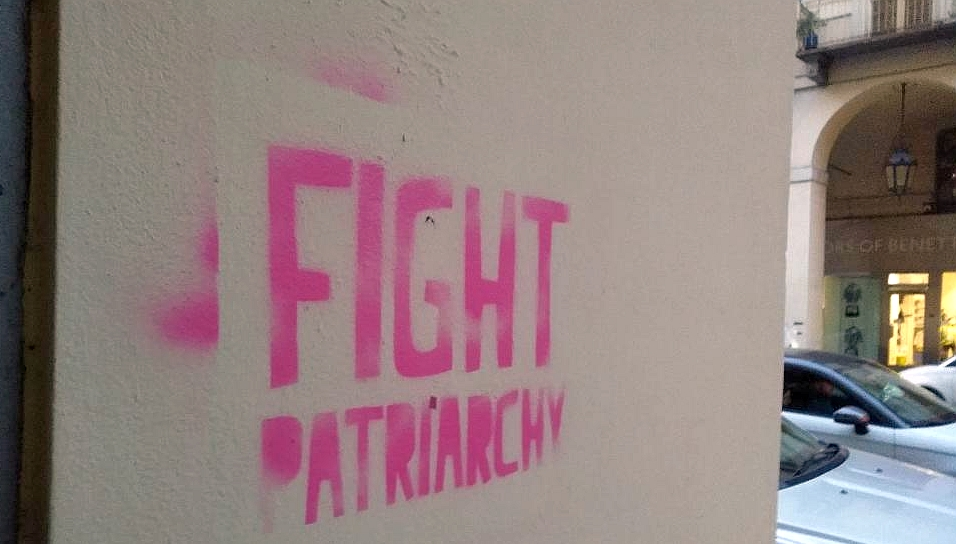
Граффіті в Турині: «Боріться з патріархатом!»

В англосаксонській академічній традиції (у Північній Америці, Західній Європі та Австралії) зародження дослідницького інтересу до проблематики маскулінності з гендерної точки зору припадає на середину та другу половину 1970-х років. До того часу низький інтерес до теми маскулінностей був типовим і для західного академічного контексту, хоча історія вивчення цього питання там є довшою та досить плідною. Остаточно гендерні дослідження увійшли до наукового обігу в західноєвропейських країнах, США і Канаді на початку 1980-х.
Гендерне понятійне поле включає:
- окрему гендерну теорію, яка вивчає родину та соціальні стосунки статей;
- універсальну концепцію патріархату як системи панування в суспільстві;
- загально-методологічний підхід, що розглядає стосунки статей як відносини влади (див. Дискурсивна влада).

### Феміністична наука
Категорія «патріархат» є однією з найуживаніших у теорії фемінізу. Під патріархатом розуміють найдавнішу, основоположну форму дискримінації, засновану на репродуктивній вразливості жінок як класу, від якої чоловіки як клас отримують зиск, утримуючи жінок і недомінантних чоловіків у підпорядкованому положенні.
На початку 1990-х років професорка соціології Сільвія Волбі зі США визначила «патріархат» як систему взаємопов'язаних соціальних структур, за допомогою яких чоловіки пригнічують та експлуатують жінок. Так, Кейт Міллет вважає, що патріархальними були всі історичні цивілізації: під орудою чоловіків завжди були армія, індустрія, технологія, освіта, наука, політика і фінанси — усе, з чого складається влада. З її точки зору, сучасні суспільства теж патріархальні, відрізняються лише ступенем та особливостями соціальної нерівності, зумовленої соціальним статусом чоловіків і жінок, тобто гендерними нерівностями.

За радикально-феміністською теорією, через патріархат жінок почали розглядати «інших» щодо чоловічої «норми», і систематично пригнічувати та маргіналізувати. Патріархальна теорія не визначається переконанням, що всі чоловіки завжди виграють від гноблення всіх жінок, радше основним елементом патріархату є стосунки домінування, в яких чоловіки (як клас) використовують соціальні системи та інші методи контролю, щоб тримати жінок (і недомінуючих чоловіків) у пригніченні.
Кажуть, що перший дихотомічний поділ цієї маси [людства] відбувся за ознакою статі: чоловік і жінка ... це було тому, що половина людської раси несе тягар репродуктивного процесу і тому, що чоловік, «розумна» тварина, мав дотепність скористатися тим, що ті, хто опікувалися дітьми, або «вючні тварини», були загнані в політичний клас: перетворивши біологічно обумовлений тягар на політичне (або необхідне) покарання, змінивши визначення цих осіб з людського до функціонального або тваринного. (Ті-Ґрейс Аткінсон, «Radical Feminism», 1969)

## Розвиток патріархату
Виникнення патріархату пов'язують із розпадом первіснообщинного ладу. В історії людства патріархат проявлявся в громадській, правовій, політичній та економічній організації різних культур. Патріархат також впливає на сучасне людство, хоча багато культур протягом XX століття перейшли до більш егалітарного суспільного устрою. На думку ряду вчених, усі сучасні суспільства залишаються патріархальними, і відрізняються лише за ступенем гендерної нерівності та характером її проявів.
Існування патріархату збіглося в часі з мідною, бронзовою та раннім періодом залізної доби. Перехід до патріархату відбувся в результаті значного розвитку продуктивних сил. Розвиток скотарства, плужного землеробства, рибальства, ремесел (особливо обробки металів) створили умови для економічного життя кількісно менших, ніж родова община, колективів, підніс значення праці чоловіка.
Родовід по материнській лінії змінився батьківським, матрилокальне поселення (життя подружжя в родовій общині дружини) — патрилокальним (дружина переселялася в родову общину чоловіка), материнський рід — батьківським або патріархальним, основним економічним осередком якого стала патріархальна сім'я. 
Сукупність патріархальних сімей або їх груп (патронімій) становила патріархальний рід, члени якого були зв'язані спільністю походження. Рід номінально вважався власником інтенсивно використовуваної землі, що розподілялася між сім'ями та патроніміями. За патріархату відбувся перехід від парного шлюбу до моногамії. Жінка значною мірою була витіснена з галузі основного виробництва й обмежена вузькими рамками домашнього господарства, позбавлена майнових та спадкових прав і опинилася в підневільному становищі. Відповідно змінилася і духовна культура первісного суспільства. Особливого розвитку набули загальнородові чоловічі культи, що зміцнювали зв'язок між членами роду в період розкладу інших родових зв'язків.
Патріархат був часом поступового розкладу первіснообщинного ладу та переходу до класового суспільства. За першим великим поділом праці — виділенням скотарських племен — стався другий — відокремлення ремесла від землеробства, з'явився торговий обмін. Розвиток патріархату привів до виділення в складі патріархальної сім'ї малої сім'ї, виникла сусідська община.

## Патріархальна сім'я
Термін «патріархат» широко використовується у побутовій лексиці, що певною мірою девальвує його наукове значення. Найуживанішим є поняття патріархальної сім'ї. Під великою патріархальною сім'єю (батьківська сім'я) зазвичай вважається сімейна громада — родинний колектив нащадків одного батька, що складається з кількох поколінь і на чолі якої стоїть патріарх. Батьківська сім'я ґрунтується на спільному виробництві і споживанні — патріархальна сім'я об'єднує кілька поколінь найближчих родичів, що ведуть спільне господарство. У класичному вигляді вона існувала на перших етапах рабовласницької формації, але різні її модифікації збереглися у багатьох народів до теперішнього часу.
Велика патріархальна сім'я складається з індивідуальних або малих сімей. Хоча патріархальна сім'я, як правило, є формою моногамної (парної) одношлюбної сім'ї, однак строго моногамною така сім'я була лише для жінки. В патріархальних суспільствах часто практикується багатоженство, а розвиток рабства та інших форм залежності і панування відкривали перед чоловіками різні форми полігінії.
На українських теренах поняття «патріархальної сім'ї» пов'язане з канонами сімейного права, що усталились з прийняттям християнства в Київський Русі: відповідно до візантійського канонічного права в сімейних стосунках установлювалася одношлюбність, церква забороняла укладення шлюбу з представниками і представницями інших конфесій, ухилялась освячувати шлюби між людьми, які належали до різних соціальних станів. Одношлюбність при цьому ґрунтується не на згоді союзу між чоловіком і жінкою (біархат), а на поневоленні однієї статі іншою — дружина вважається «власністю» чоловіка.
Патріархальні стосунки характеризуються, зокрема, такими ознаками:
- патрилінійність (рахунок походження дітей, спорідненості та успадкування здійснюється по лінії батька)
- патрилокальність (проживання дружини в сім'ї або будинку чоловіка, вибір місця проживання сім'ї чоловіком),
- моногамія (сім'я з двох людей) або полігінія (багатоженство), але не сім'я з кількома чоловіками (поліандрія),
- впорядковані статеві зв'язки чоловіка з дружиною — однією (при одношлюбності) або кількома (при багатоженстві),
- зосередженість прав щодо розпорядження майном та економічним життям сім'ї в руках чоловіка-господаря.

Патріархат характерний практично для всіх традиційних суспільств.